# Eduardo Gallardo
Eduardo Gallardo (20 de abril de 1969) es un entrenador argentino de balonmano que dirigió a la Selección masculina argentina desde 2008 hasta 2017. En 2020 obtuvo el Premio Konex en la disciplina Director Técnico. Actualmente dirige a la Selección femenina argentina. 

## Palmarés como entrenador
- Medalla de oro en los Juegos Panamericanos de 2011
- Medalla de plata en los Juegos Panamericanos de 2015
- Medalla de oro en Campeonato Panamericano 2014
- Medalla de oro en Juegos Suramericanos 2014
- Medalla de bronce en Campeonato Panamericano 2016
- Medalla de bronce en Campeonato Panamericano 2017